# Tomáš Čvančara
Tomáš Čvančara (República Checa, 13 de agosto de 2000) es un futbolista checo que juega como delantero en el Antalyaspor de la Superliga de Turquía.

## Trayectoria
Antes de la segunda mitad de la temporada 2018-19, fue enviado cedido a la cantera del Empoli F. C. procedente del Jablonec.
En 2019 fue enviado cedido al club checo de segunda división F. K. Slavoj Vyšehrad.

## Estadísticas

### Clubes
Actualizado al último partido disputado el 3 de noviembre de 2024.
| Club                                    | Div.          | Temporada     | Liga  | Liga  | Liga   | Copas nacionales | Copas nacionales | Copas nacionales | Copas internacionales | Copas internacionales | Copas internacionales | Total | Total | Total  |
| Club                                    | Div.          | Temporada     | Part. | Goles | Asist. | Part.            | Goles            | Asist.           | Part.                 | Goles                 | Asist.                | Part. | Goles | Asist. |
| --------------------------------------- | ------------- | ------------- | ----- | ----- | ------ | ---------------- | ---------------- | ---------------- | --------------------- | --------------------- | --------------------- | ----- | ----- | ------ |
| F. K. Slavoj Vyšehrad · República Checa | 2.ª           | 2019-20       | 21    | 13    | 1      | 1                | 0                | 0                | —                     | —                     | —                     | 22    | 13    | 1      |
| F. K. Slavoj Vyšehrad · República Checa | Total club    | Total club    | 21    | 13    | 1      | 1                | 0                | 0                | 0                     | 0                     | 0                     | 22    | 13    | 1      |
| F. K. Jablonec II · República Checa     | 3.ª           | 2020-21       | 1     | 2     | 0      | —                | —                | —                | —                     | —                     | —                     | 1     | 2     | 0      |
| F. K. Jablonec · República Checa        | 1.ª           | 2020-21       | 9     | 1     | 1      | 0                | 0                | 0                | 1                     | 0                     | 0                     | 10    | 1     | 1      |
| SFC Opava · República Checa             | 1.ª           | 2020-21       | 10    | 0     | 0      | —                | —                | —                | —                     | —                     | —                     | 10    | 0     | 0      |
| SFC Opava · República Checa             | Total club    | Total club    | 10    | 0     | 0      | 0                | 0                | 0                | 0                     | 0                     | 0                     | 10    | 0     | 0      |
| F. K. Jablonec II · República Checa     | 3.ª           | 2021-22       | 2     | 0     | 0      | —                | —                | —                | —                     | —                     | —                     | 2     | 0     | 0      |
| F. K. Jablonec II · República Checa     | Total club    | Total club    | 3     | 2     | 0      | 0                | 0                | 0                | 0                     | 0                     | 0                     | 3     | 2     | 0      |
| F. K. Jablonec · República Checa        | 1.ª           | 2021-22       | 14    | 5     | 0      | 1                | 0                | 0                | 9                     | 4                     | 0                     | 24    | 9     | 0      |
| F. K. Jablonec · República Checa        | Total club    | Total club    | 23    | 6     | 1      | 1                | 0                | 0                | 10                    | 4                     | 0                     | 34    | 10    | 1      |
| A. C. Sparta Praga · República Checa    | 1.ª           | 2021-22       | 15    | 7     | 2      | 2                | 2                | 0                | 2                     | 0                     | 0                     | 19    | 9     | 2      |
| A. C. Sparta Praga · República Checa    | 1.ª           | 2022-23       | 24    | 12    | 3      | 4                | 3                | 2                | 2                     | 0                     | 0                     | 30    | 15    | 5      |
| A. C. Sparta Praga · República Checa    | Total club    | Total club    | 39    | 19    | 5      | 6                | 5                | 2                | 4                     | 0                     | 0                     | 49    | 24    | 7      |
| Borussia Mönchengladbach · Alemania     | 1.ª           | 2023-24       | 21    | 4     | 1      | 3                | 2                | 1                | —                     | —                     | —                     | 24    | 6     | 2      |
| Borussia Mönchengladbach · Alemania     | 1.ª           | 2024-25       | 9     | 1     | 0      | 2                | 0                | 0                | —                     | —                     | —                     | 11    | 1     | 0      |
| Borussia Mönchengladbach · Alemania     | Total club    | Total club    | 30    | 5     | 1      | 5                | 2                | 1                | 0                     | 0                     | 0                     | 35    | 7     | 2      |
| Total carrera                           | Total carrera | Total carrera | 126   | 45    | 8      | 13               | 7                | 3                | 14                    | 4                     | 0                     | 153   | 56    | 11     |

## Palmarés

### Títulos nacionales
| Título                               | Club               | País            | Año  |
| ------------------------------------ | ------------------ | --------------- | ---- |
| Liga de Fútbol de la República Checa | A. C. Sparta Praga | República Checa | 2023 |